# Атырау (станция)
Атырау (каз. Атырау ) — железнодорожная станция Казахстанских железных дорог, расположенная в городе Атырау.

## История
Здание железнодорожного вокзала было открыто в 1971 году.
Постановлением Правительства Республики Казахстан от 26 января 1994 года станция Гурьев-2 была переименована в Атырау.
В 2015 году был обновлёно здание железнодорожного вокзала.